# نورد دورینگن
نورد دورینگن (به هلندی: Noord Deurningen) یک منطقهٔ مسکونی در هلند است که در دینکل‌لاند واقع شده‌است. نورد دورینگن ۱٬۰۱۰ نفر جمعیت دارد.